# Verein für eine offene Kirche
|  | Dieser Artikel wurde aufgrund von akuten inhaltlichen oder formalen Mängeln auf der Qualitätssicherungsseite des Portals Christentum eingetragen. Bitte hilf mit, die Mängel dieses Artikels zu beseitigen, und beteilige dich bitte an der Diskussion. |

Der Verein für eine offene Kirche ist ein Verein, der in Liechtenstein ein alternatives kirchliches Leben zu jenem des Erzbistums Vaduz anbietet. Der Verein wurde am 2. Februar 1998 als Reaktion auf die Errichtung des Erzbistums Vaduz und die Ernennung von Wolfgang Haas zum Erzbischof von Vaduz gegründet. Der anfängliche Charakter einer Protestgruppierung gegen das neue Erzbistum wich im Lauf der Jahre dem Bestreben, als Teil der römisch-katholischen Kirche in Liechtenstein ein vielfältiges kirchliches Angebot für alle Interessierten zu bieten. Der Verein gibt seit 1998 die Zeitschrift „Fenster“ heraus. Er ist vernetzt mit dem Kloster St. Elisabeth Schaan und fühlt sich mit Bischof Erwin Kräutler eng verbunden, der oft im Rahmen der Angebote des Vereins tätig ist.
Papst Franziskus initiierte zur Vorbereitung der Weltbischofssynode 2023 in allen Diözesen einen Synodalen Prozess, bei dem aus jedem Bistum eine Stellungnahme erwartet wird, um die Meinungen in der gesamten Breite der Weltkirche zu dokumentieren. Im Erzbistum Vaduz verweigerten Erzbischof Wolfgang Haas und die katholischen Priester die Mitwirkung. Der Verein für eine offene Kirche führte daraufhin eine Umfrage und Diskussionsveranstaltungen durch, deren Ergebnisse im Juni 2022 vorgestellt wurden und an die Kirchenleitung weitergeleitet werden sollen. Der Verein beklagte die Verweigerung einer ernsthaften Beteiligung der Laien und äußerte die Hoffnung, dass bei einem Bischofswechsel das Bistum Vaduz wieder mit einem Nachbarbistum und einer Bischofskonferenz verbunden werde. Im Dezember 2022 startete der Verein für eine offene Kirche eine Kampagne namens «Wir sind Ohr», inspiriert vom Bistum Basel. Im gleichen Monat teilte der Rat der europäischen Bischofskonferenzen (CCEE) mit, dass Liechtenstein durch die Schweizer Bischofskonferenz beim europäischen Synodentreffen in Prag vertreten werde. Einige Tage später zog der CCEE dies als Missverständnis zurück und betonte, dass Liechtenstein beim europäischen Synodentreffen nicht dabei sein werde, da es als einziges europäische Land nicht Mitglied im CCEE ist. Der für Liechtenstein zuständige Nuntius Martin Krebs wies jedoch darauf hin, dass auch liechtensteinische Einzelpersonen und Gruppen trotz der Verweigerung des Erzbischofes Haas sich am synodalen Prozess einbringen können.